# Renault Estafette
La Renault Estafette es una furgoneta construida por Renault desde octubre de 1959 hasta 1980. Se produjeron 533.209 ejemplares. El Estafette es el primer tracción delantera lanzado por la firma francesa.
Hacia 1952, había cabida en la gama Renault para un utilitario entre la furgoneta Juvaquatre de 300  kg y el “1.000  kg” que podía llegar hasta los 1.400  kg. El Colorale cumplió entonces este papel pero su motor Prima quatre , su elevado consumo y sus precios disuasorios lo convirtieron en un auténtico fracaso comercial, sin olvidar la competencia en el campo con los vehículos militares Jeep, Dodge y General Motors dejados por el ejército americano en Francia después de la guerra.
En 1953, la oficina de diseño de Renault quiso hacerse cargo de la parte trasera del 4CV y del futuro Dauphine. Fernand Picard, director de Renault BE, hizo desmantelar un ejemplar del Volkswagen Combi y otra furgoneta Gutbrod para estudiar su construcción, pero utilizan motores bóxer de 4 cilindros y tienen un volumen útil restringido por esta disposición.
Un jovencísimo ingeniero llamado Guy Grosset-Grange propuso adoptar la tracción delantera como ya la aplicaba Peugeot con los D3/D4 inicialmente diseñados por Chenard y Walcker y, sobre todo, Citroën con el Type H. De hecho, algunos detalles de su diseño (puerta trasera de tres hojas, puerta lateral corredera) sugieren que se inspiró en el éxito del Citroën tipo H que reinó en este nicho. 

## Historia
En el verano de 1944, el Ministerio francés de Producción Industrial estableció un plan prescriptivo para aprovechar al máximo los escasos recursos para la industria del motor de posguerra. Estaba encabezado por Paul-Marie Pons y por eso se conoció como Plan Pons. Según el Plan Pons, Peugeot, Renault y Chenard & Walcker se limitaron a fabricar furgonetas de 1.000 a 1.400 kg, mientras que Citroën debía fabricar camiones pequeños de 2 y 3,5 toneladas.
Sin embargo, Pierre-Jules Boulanger en Citroën ignoró el Plan Pons y siguió adelante con el diseño del Citroën H, que se lanzó al mercado en 1947. Esta carrocería unitaria sin diseño de bastidor separado, con suspensión independiente en las cuatro ruedas y tracción delantera, ofrecía un motor potente, capacidad y un piso de carga excepcionalmente bajo. Fue un éxito inmediato y continuó en producción hasta 1981.
Renault obedeció las instrucciones del Plan Pons y diseñó el 206 E1 siguiendo las ideas generales de diseño de antes de la guerra. Tenía un chasis fijo al que se atornillaba la carrocería de la furgoneta y la carrocería se hacía encajando paneles metálicos a un marco de madera. Este método antiguo dio sus frutos en términos de tiempo de construcción y costos generales de producción, porque en ese momento los paneles de carrocería estampados eran relativamente caros y también ahorraban peso. En este período de escasez de material, Renault hizo lo mejor que pudo y los 1000 kg, como se conoció, fueron un éxito, pero no en la escala de la Serie H de Citroën que se vendía a pequeñas empresas como tenderos y comerciantes. Fue por este motivo que Renault decidió llenar el hueco entre el Renault Juvaquatre de 300 kg y el 206 E1 de 1.000 kg. La Estafette fue la primera furgoneta de tamaño medio de Renault (teniendo en cuenta que los 1.000 kg y el Galion eran más pesados y llegaron mucho antes) tras el fin de la furgoneta Renault Colorale que había dejado de producirse en 1957, y se quedó durante 2 años sin sucesor, hasta la llegada de la Estafette.
Estaba claro que necesitaban una furgoneta con tracción delantera, pero la empresa acababa de suscribirse a una política de modelos con motor trasero y tracción trasera con el 4cv y el Dauphine, entonces en desarrollo para 1957. El único ejemplo de una furgoneta con motor trasero era la Volkswagen Tipo 2 y no ofrecía espacio de carga ni piso bajo para rivalizar con el Citroën. De mala gana, Fernand Picard, el diseñador del 4cv, aceptó a regañadientes dar luz verde al equipo dirigido por Guy Grosset-Grange para probar algo nuevo. Por una cuestión de lógica de producción, tenían que utilizar piezas existentes de Renault, y eso significaba que el nuevo motor se estaba desarrollando para el Dauphine, pero adaptarlo a una furgoneta de tracción delantera no era simplemente una cuestión de moverlo y darle la vuelta, y por tanto tuvieron que adaptarlo a una nueva caja de cambios, lo que les dio la oportunidad de elegir relaciones de transmisión para satisfacer las necesidades de la furgoneta.
También les preocupaba si el motor de 845 cc soportaría una carga útil de 600 kg, y dudaban que tuviera suficiente potencia o durabilidad, hasta que oyeron hablar del Gutbrod Atlas alemán que transportaba 1000 kg con un pequeño motor de 622 cc. Trajeron uno a Francia, lo utilizaron como banco de pruebas para el motor de 845 cc y pronto quedaron satisfechos de que funcionaría bien. Y así comenzaron más de 2 millones de kilómetros de pruebas.
Lanzada en junio de 1959, la nueva furgoneta debe su nombre del italiano Staffetta, que significa Mensajero. En el lanzamiento, el motor, aunque montado cerca de la parte delantera del Estafette, era del mismo tamaño y potencia que el instalado en el Renault Dauphine recientemente presentado. El énfasis del Estafette siempre estuvo en la economía y la practicidad más que en la potencia o el rendimiento de servicio pesado.
Originalmente, el Estafette solo estaba disponible en cuatro colores de fábrica; gris, azul, amarillo o naranja. 
El Estafette dio todo lo que había prometido, con su piso bajo y su amplia apertura trasera; La versión de techo alto era especialmente popular entre las empresas que tenían que cargar artículos voluminosos porque, aunque el aumento de capacidad no parecía mucho, la altura adicional permitía que un hombre se parara dentro para ayudar a cargar.

## En la cultura popular

### Música
- 1966: El grupo de rock de Reims Les Lionceaux realiza varias giras por Francia con su Estafette bleue.
- 2007: Lanzamiento del título “¿Es esta tu fiesta?” por Ricoune.[2]
- 2008: El grupo Karlit et Kabok canta La Moustafette en alusión a l'Estafette en su disco “Musik D'Ascenseur Pour Kages D'Eskalier”.[2]
- 2009: En estilo electropunk, el grupo Sexy Sushi produce un disco de 33 rpm cuyo primer tema en la cara “A” lleva el nombre: Estafette.
- 2009: Los Caballeros de Fiel aluden a él comparándolo con el Kangoo más pequeño en el boceto Edf de Caussade.

### Cine
- 1964: L'Estafette es emblemática en la brigada de la película Le Gendarme de Saint-Tropez, dirigida por Jean Girault.
- 1965: 2.ª película de la serie Le Gendarme: Le Gendarme à New York, dirigida por Jean Girault.
- 1967: La Estafette de gendarmerie se utiliza para la película Fleur d'oseille, dirigida por Georges Lautner.
- 1968: L'Estafette está presente en distintas escenas de la película Le Pacha, dirigida por Georges Lautner.
- 1968: El vehículo está presente en la película de comedia Le Gendarme se marie, dirigida por Jean Girault.
- 1970: 4.ª película de la serie Le Gendarme: Le Gendarme en paseo, dirigida por Jean Girault.
- 1972: Disfrazado de furgoneta de flores, un Renault Estafette contiene el equipo de escucha en la película La gran rubia del zapato negro, dirigida por Yves Robert.
- 1973: Un mensajero de la gendarmería es llamado en la película Las locas aventuras de Rabbi Jacob, dirigida por Gérard Oury.
- 1979: La emblemática Estafette está presente en la película Le Gendarme et les Extra-terrestres, dirigida por Jean Girault.
- 1982: L'Estafette interviene en las escenas de la sexta y última película de la saga Le Gendarme: Le Gendarme et les Gendarmettes, dirigida por Jean Girault.
- 1985: Sin querer, una rara Estafette de seis ruedas es filmada en la película El teléfono siempre suena dos veces, dirigida por Jean-Pierre Vergne.
- 2011: El actor Gérard Lanvin apoyado en una Estafette en la película Le Fils à Jo, dirigida por Philippe Guillard.